# Haus des Nordens

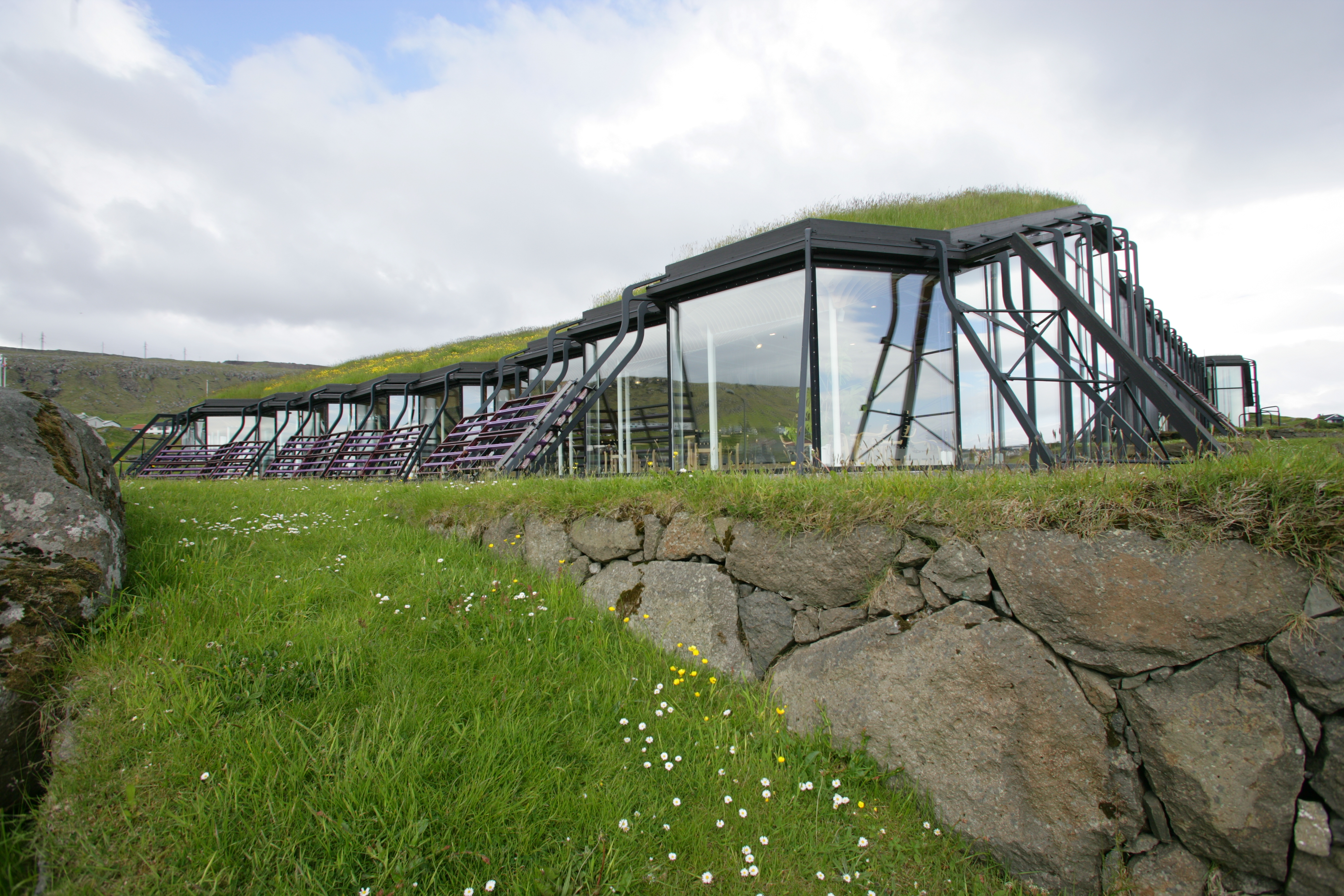
Außenansicht

Das Haus des Nordens (färöisch Norðurlandahúsið) ist das wichtigste Kultur- und Kongresszentrum der Färöer. Es wurde 1983 in der Hauptstadt Tórshavn eingeweiht und dient der Förderung der skandinavischen und färöischen Kultur. Aber auch Künstler aus aller Welt treten hier auf oder stellen aus.
Das Haus des Nordens ist bekannt für seine einzigartige Architektur mit dem typischen Grasdach. Nicht zuletzt durch diesen Impuls erlebt das traditionelle Grasdach seit den 1980er Jahren eine Renaissance in der zeitgenössischen Architektur des Nordatlantik-Archipels.

## Schirmherrschaft des Nordischen Rates
Der ehemalige färöische Vertreter im Nordischen Rat, Erlendur Patursson (1913–1986), gilt als Urheber der Idee zum Haus des Nordens. 1977 wurde ein skandinavienweiter Architekturwettbewerb ausgeschrieben, an dem sich 158 Architekten beteiligten. Den Zuschlag bekamen Ola Steen aus Norwegen und Kollbrún Ragnarsdóttir aus Island. Der Nordische Rat befürwortete und unterstützte mit einem Zuschuss von 2/3 der Baukosten (insgesamt 70 Millionen färöische Kronen) das Projekt, ist es doch eine Art „Botschaft“ dieser skandinavischen Organisation.
Am 8. Mai 1983 öffnete der Aufsehen erregende Bau. 92 % der Betriebskosten trägt der Nordische Rat, den Rest zahlt die färöische Regierung. Es wird von einem interskandinavisch zusammengesetzten Gremium geleitet.

## Architektur

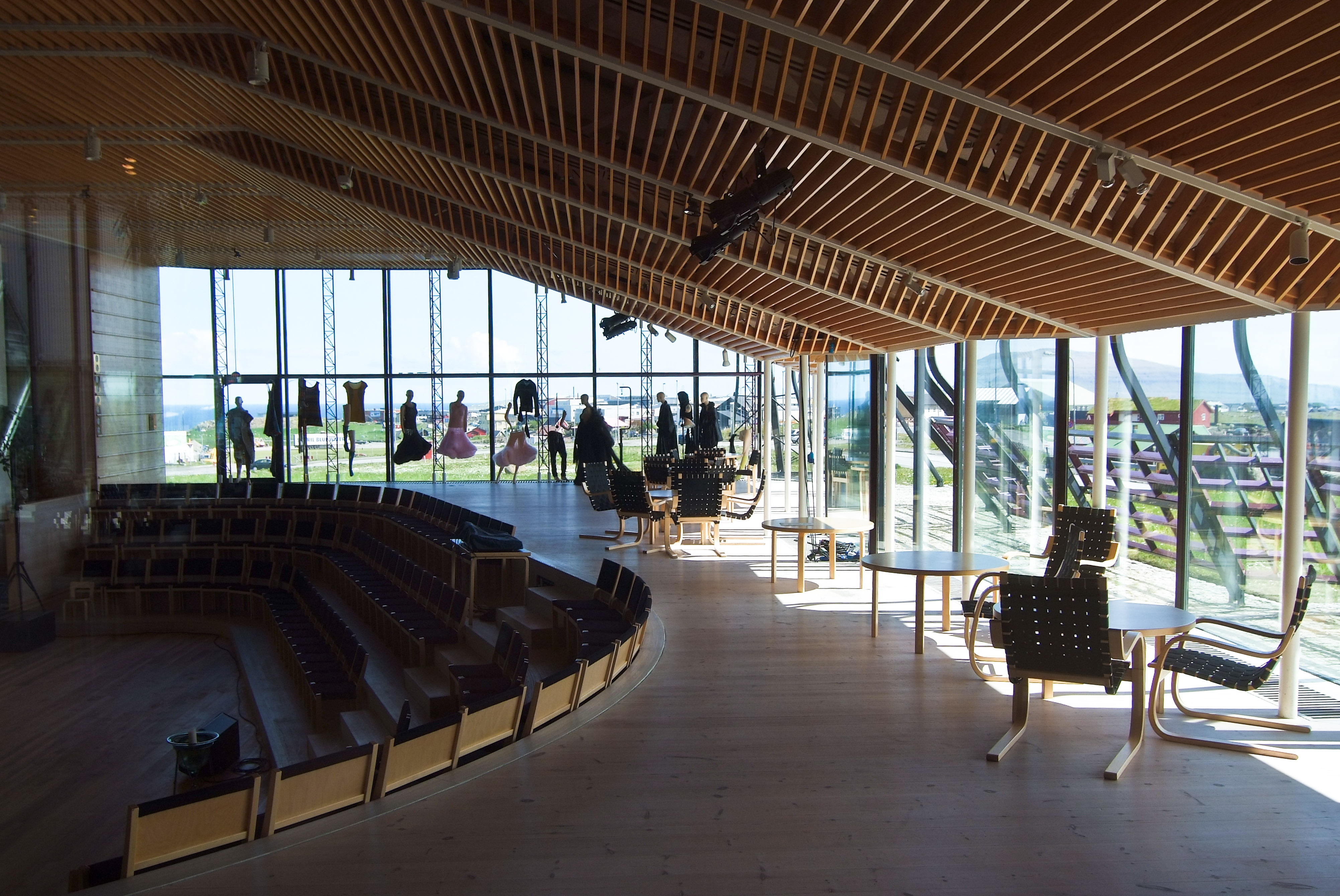
Innenansicht

Beim zweistöckigen Haus des Nordens handelt es sich um eine Konstruktion aus großen  Glasflächen und Stahlträgern aus Dänemark. Es besitzt ein tief heruntergezogenes Grasdach aus Island und reiht sich so harmonisch in die grüne Inselwelt ein. Das eigentliche Gras stammt von den Färöern.
Innen überrascht es mit einem Boden aus norwegischem Granit. Auf den Färöern ist sonst nur der Basalt ein heimisches Material. Die Besucher sitzen auf finnischen Stühlen, und die inneren Wände sind mit schwedischem Holz getäfelt. Durch die durchgängige Glasfront und die höher gelegene Lage hat man einen schönen Überblick über Tórshavn, das Meer und die vorgelagerte Insel Nólsoy.
Es verfügt über eine großzügige Lobby, eine Cafeteria, einen speziellen Tanzsaal mit Parkettboden für den traditionellen färöischen Kettentanz (und Ausstellungen, siehe Foto) und einen großen Saal, der über 400 Menschen Platz bietet. Daneben gibt es noch einen weiteren von Licht durchfluteten, Amphitheater-ähnlichen Raum, der mit dem Hauptsaal verbunden werden kann.
Siehe auch: Färöische Kunst

## Eines der „sieben färöischen Wunder“
Zur Ólavsøka 2007 veranstaltete das färöische Fernsehen Sjónvarp Føroya einen landesweiten Wettbewerb über die „sieben färöischen Wunder“, bei dem die Zuschauer beliebige Vorschläge über besondere Bauten und andere Gegenstände machen konnten. Eine Rangfolge der acht Sieger (wegen Stimmengleichheit in einem Fall) wurde nicht bekannt gegeben, aber das Haus des Nordens gehört dazu. Die anderen sind das Kirchengestühl von Kirkjubøur, die Magnuskathedrale, die Christianskirkjan in Klaksvík, Tinganes, der Norðoyatunnilin, die erste Flagge der Färöer in der Kirche von Fámjin und der Sitz der Reichsombudsschaft auf den Färöern (die letzten beiden mit Stimmengleichheit).